# Czechy na Igrzyskach Europejskich 2023
Czechy na Igrzyskach Europejskich 2023 – czeska reprezentacja występująca na Igrzyskach Europejskich 2023 w Krakowie w dniach 21 czerwca – 2 lipca. Kadra liczy 244 zawodników.

## Medaliści
Reprezentacja Czech zdobyła 28 medali, w tym 7 złotych, 10 srebrnych i 11 brązowych, co było jej najlepszym wynikiem w historii startu na igrzyskach europejskich
| Medal | Zawodnik                                                | Dyscyplina sportowa  | Konkurencja                                           |
| ----- | ------------------------------------------------------- | -------------------- | ----------------------------------------------------- |
|       | Iveta Miculyčová                                        | BMX                  | BMX park kobiet                                       |
|       | Matěj Krsek Tereza Petržilková Vít Müller Lada Vondrová | Lekkoatletyka        | Sztafeta 4x400m, mieszana                             |
|       | Karolína Křenková Martin Vlach                          | Pięciobój nowoczesny | Mikst                                                 |
|       | Martin Fuksa                                            | Kajakarstwo          | C1 500m                                               |
|       | Jiří Prskavec                                           | Kajakarstwo          | K1                                                    |
|       | Ondřej Tunka                                            | Kajakarstwo          | Cross kajakowy                                        |
|       | Tereza Fišerová Tereza Kneblová Gabriela Satková        | Kajakarstwo          | Kanadyjka drużynowo                                   |
|       | Petra Stolbova                                          | Taekwondo            | kat. -62 kg                                           |
|       | Tereza Štechová                                         | Boks tajski          | kat. -63,5 kg                                         |
|       | Tereza Fišerová Antonie Galušková Amálie Hilgertová     | Kajakarstwo          | Kajak drużynowo                                       |
|       | Filip Šnejder                                           | Lekkoatletyka        | Bieg na 800 m                                         |
|       | Nikola Ogrodníková                                      | Lekkoatletyka        | Rzut oszczepem                                        |
|       | Jiří Přívratský                                         | Strzelectwo          | Karabin małokalibrowy, trzy postawy, 50 m             |
|       | Vladimír Štěpán                                         | Strzelectwo          | Trap                                                  |
|       | Martin Podhráský Matěj Rampula Martin Strnad            | Strzelectwo          | Pistolet szybkostrzelny, 25 m - drużynowo             |
|       | Petr Nymburský Jiří Přívratský František Smetana        | Strzelectwo          | Karabin małokalibrowy, trzy postawy, 50 m - drużynowo |
|       | Alžběta Dědová Matěj Rampula                            | Strzelectwo          | Pistolet szybkostrzelny, 25 m - drużynowo, mieszany   |
|       | Dominika Hronová                                        | Taekwondo            | kat. -53 kg                                           |
|       | Ondrej Malina                                           | Boks tajski          | kat. -81 kg                                           |
|       | Jakub Klauda                                            | Boks tajski          | kat. -91 kg                                           |
|       | Tereza Širůčková                                        | Wspinaczka sportowa  | Prowadzenie                                           |
|       | Czechy                                                  | Rugby 7              | Kobiet                                                |
|       | Tereza Fišerová                                         | Kajakarstwo          | K1                                                    |
|       | Václav Chaloupka                                        | Kajakarstwo          | C1                                                    |
|       | Vít Přindiš                                             | Kajakarstwo          | Cross kajakowy                                        |
|       | Martin Podhráský                                        | Strzelectwo          | Pistolet szybkostrzelny, 25 m                         |
|       | Jiří Přívratský                                         | Strzelectwo          | Karabin pneumatyczny, 10 m                            |
|       | Martina Skalická Anna Šindelářová Barbora Šumová        | Strzelectwo          | Skeet - drużynowo                                     |